# Kit-Cat Club
Il Kit-Cat Club era un dining club inglese attivo durante il Settecento e simpatizzante per le idee propugnate dai Whigs.

## Storia
Il Kit-Cat Club iniziò a tenere i suoi incontri alla fine del Seicento presso la taverna Cat and Fiddle, a Gray's Inn Lane, a Londra. Il suo proprietario Christopher Catling, detto "Cat", si era guadagnato un'ottima reputazione grazie ai suoi pasticci di montone. Non si conosce la data esatta della fondazione del gruppo, ma si suppone che sia nato come circolo aristocratico privato divenuto sempre più grande e influente fino agli inizi del Settecento. Si pensa anche che il gruppo avesse in qualche modo a che fare con un non meglio specificato "Ordine del brindisi" menzionato in un'ode di Elkanah Settle del 1699.
Non è nemmeno del tutto chiaro il perché il club avesse tale denominazione. Secondo un'ipotesi condivisa da Thomas Hearne, esso prenderebbe il nome dal co-fondatore Christopher Catling, mentre altri ritengono che l'appellativo del circolo sia riferimento a Cat and Fiddle o ancora ai Kit Cats, i pasticci di carne che avevano reso famoso Cat. Si pensa che il "Kit" contenuto nel nome del gruppo sia un'abbreviazione di "Christopher". Un epigramma di John Arbuthnot riporta che "pochi critici possono rivelare l'origine del nome" del gruppo.
A dispetto delle origini e dell'etimologia oscure del Kit-Cat Club, si sa per certo che sia nato dall'amicizia tra Jacob Tonson, eletto segretario del gruppo, e Christopher Cat. Secondo Ned Ward, Catling spronò Tonson a tenere degli incontri assieme a vari uomini altolocati come Charles Sackville, sesto conte del Dorset. In seguito il circolo iniziò a tenere le sue riunioni in una sede vicina alla taverna The Fountain, collocata nello stesso sito in cui oggi si trova lo storico locale Simpson's-in-the-Strand, e alla Flask tavern di Hampstead. Nel 1703, a causa di problemi di spazio, il gruppo si stabilì presso l'abitazione privata di Jacob Tonson a Barn Elms, nel Surrey.
Nel corso della loro esistenza, gli affiliati del Kit-Cat Club si impegnarono in una serie di iniziative di carattere sociale e politico, finanziando la costruzione dell'Queen's Theatre (oggi Her Majesty's Theatre) ed esercitando una forte opposizione ai Tories. Nel 1711 programmarono di organizzare una manifestazione per protestare contro la politica di pace promossa dai loro avversari politici nel corso della guerra di successione spagnola, mentre nel 1714, appoggiando gli Hannover, avviarono dei dibattiti per trovare una soluzione militare mirata a prevenire un'insurrezione giacobita e un'invasione francese in seguito alla morte della regina Anna. Molte fonti suppongono che il gruppo avesse tra i 48 e i 55 membri. Questi comprendevano, oltre ai sopracitati, Robert Walpole, John Vanbrugh, William Congreve, Joseph Addison, Richard Steele e Godfrey Kneller.
Il Kit-Cat Club cessò di esistere agli inizi degli anni venti del Settecento.